# يان براون (موسيقي)
يان براون هو موسيقي كندي، ولد في 12 نوفمبر 1973.

## وصلات خارجية
- الموقع الرسمي
- يان براون على موقع IMDb (الإنجليزية)
- يان براون على موقع ميوزك برينز (الإنجليزية)
- يان براون على موقع أول ميوزيك (الإنجليزية)
- يان براون على موقع ديسكوغز (الإنجليزية)